# Buick Park Avenue (Chiny)
Buick Park Avenue – samochód osobowy klasy luksusowej produkowany pod amerykańską marką Buick w latach 2007 – 2012.

## Historia i opis modelu

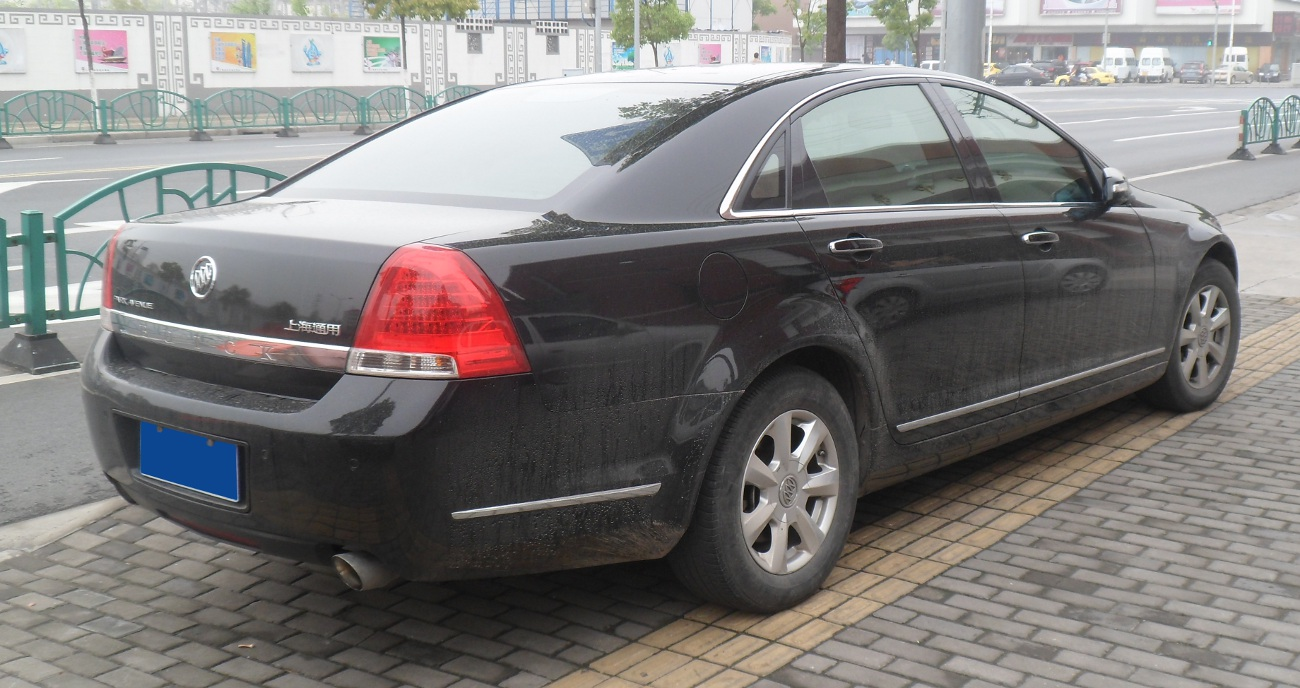
Buick Park Avenue - tył

W 2007 roku chiński oddział marki Buick zdecydował się przedstawić następcę dla sztandarowej limuzyny Royaum, który ponownie został zbudowany na bazie konstrukcji australijskiej marki Holden na nowym wcieleniu modelu Statesman. Producent zdecydował się przywrócić do użytku stosowaną w latach 1990 - 2005 na rynku północnomamerykańskim nazwę Park Avenue. Samochód był montowany w chińskich zakładach GM-Shanghai w Szanghaju dzięki częściom importowanych z fabryki Holdena w Adelaide. Produkcja trwała do października 2012 roku, po czym zrezygnowano z oferowania dużej limuzyny na lokalnym rynku.

### Wersje wyposażenia
- Comfort
- Elite
- Luxury
- Flagship
- Ultimate

### Silniki
- V6 2.8l LP1
- V6 3.0l LY7
- V6 3.6l LF1